# Ramrachathirat
Ramrachathirat (tiếng Thái: รามราชาธิราช, Rāmarājādhirāja, trị vì 1393 - 1395), là vua thứ 6 của Vương quốc Ayutthaya trong lịch sử Thái Lan.
Là con trai của tiên vuơng Ramesuan và là thành viên của Nhà Uthong , ông kế vị cha mình lên ngôi vua Ayutthaya vào năm 1393. Ông trị vì cho đến năm 1395 thì bị Inracha của nhà Suphannaphum lật đổ Cuộc đảo chính này sẽ đánh dấu sự kết thúc của gia tộc Lawo-Ayothaya và mở ra gần 200 năm thống trị của Vuơng triều Suphannaphum.
Các nguồn lịch sử khác nhau liên quan đến số phận của vị vua bị truất ngôi. Một số người nói rằng ông đã bị trục xuất. Một số người nói rằng ông đã bị hành quyết.

## Tên gọi
Ông chỉ được biết đến với cái tên Ram (tiếng Thái: ราม; "Rāma") trong hầu hết các tư liệu lịch sử, bao gồm Biên niên sử Bradley, the Biên niên sử Bảo tàng Anh, LP, the Biên niên sử Phan Channumat, the Biên niên sử Phonnarat, và Biên niên sử Royal Autograph.
VV, một tài liệu tiếng Hà Lan được viết bởi Jeremias Van Vliet năm 1640, gọi ông là Prae Rhaem (tiếng Thái: พระราม; "Rāma Thần thánh").
Nhưng các tài liệu hiện đại thường gọi ông là Ramracha (tiếng Thái: รามราชา; "Quốc chủ Rāma") hay Ramrachathirat (tiếng Thái: รามราชาธิราช; "Rāma Chúa tể tối cao của các vị vua"). Cái tên sau được chấp nhận bởi Ủy ban xét lại lịch sử Thái Lan (tiếng Thái: คณะกรรมการชำระประวัติศาสตร์ไทย).

## Cuộc sống thời thơ ấu và lên ngôi
Tất cả các nguồn tư liệu đều ghi rằng Ram là thành viên của Vương tộc Uthong, con trai của Ramesuan, vị vua thứ 5 của Vuơng quốc Ayutthaya.
Ramesuan lên ngôi vào năm 750 lịch Chu Lạp (tức năm 1388 - 1389 Công nguyên) sau khi tiến hành một cuộc đảo chính bạo lực chống lại tiền vuơng Thong Lan thuộc Vuơng tộc Suphannaphum.
Theo Biên niên sử Luang Prasoet, Ram kế vị ngai vàng của Ayutthaya sau cái chết của cha ông, Ramesuan, năm 757 Lịch Chu Lạp, tức Công nguyên 1395 - 1396.
Biên niên sử Van Vliet cho rằng Ram được 21 tuổi khi lên ngôi. Dựa trên thông tin này, ông có thể sinh vào năm 1375.
Van Vliet cũng mô tả ông là một người "thiểu năng trí tuệ" (tiếng Đức: wenig Weisheit), nói rằng ông đã đưa ra một quyết định tồi tệ khi cử Intharacha, một người họ hàng của phế vương Thong Lan, đến cai trị xứ Suphan Buri, cho phép ông ta tích lũy quyền lực để có thể lật đổ Ram khỏi ngai vàng trong tương lai. Tài liệu cũng nói rằng, trong suốt thời gian trị vì của mình, Ram không có thành tích nào đáng để nhắc đến.

## Quan hệ đối ngoại

### Trung Quốc

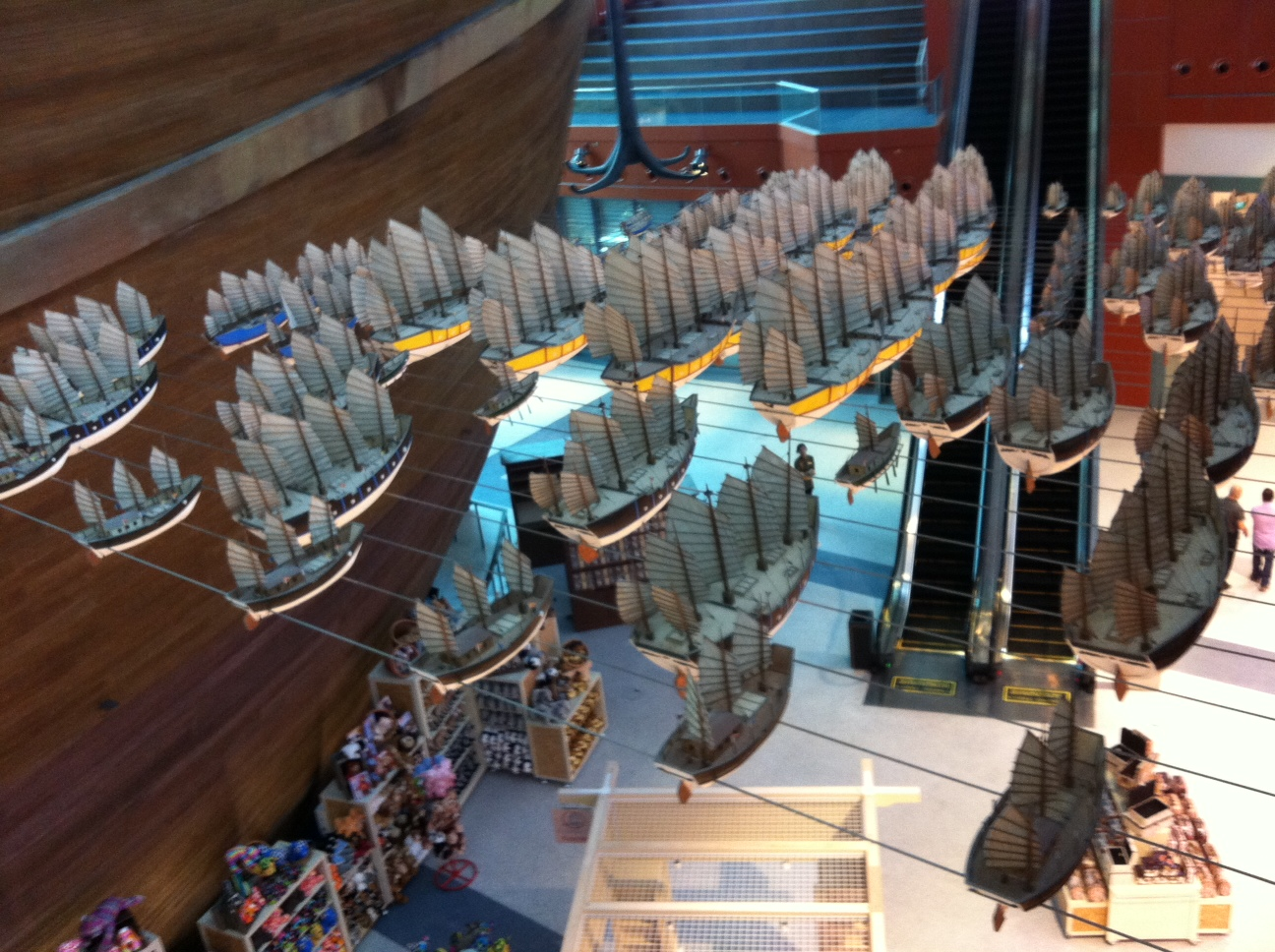
Mô hình đội tàu kho báu của Trung Quốc, được trưng bày tại Bảo tàng Trải nghiệm Hàng hải, Singapore.

Các tài liệu Trung Quốc cho biết, dưới thời trị vì của Ram, triều đình Ayutthaya đã cử phái đoàn đầu tiên của mình đến triều đình Trung Quốc vào năm 1397 hoặc 1398.
Tuy nhiên, phía Trung Quốc coi trọng Inracha - người cai trị Suphan Buri hơn là Ram. Inracha có mối quan hệ cá nhân tốt với triều đình nhà Minh và đã từng đến thăm đất nước này vào năm 1377 hoặc 1378. Nhà Minh thậm chí còn gọi ông ta như là vua của Xiêm quốc, điều này gây ra sự nghi ngờ trong lòng của vua Ram.
Hạm đội kho báu thứ ba - do Trịnh Hòa chỉ huy, được phía Trung Quốc gửi đến Đông Nam Á đã cập bến Ayutthaya năm 1410, đúng vào thời điểm Inracha tiến hành đảo chính Ram. Nhà sử học Suchit Wongthet (สุจิตต์ วงษ์เทศ) tin rằng hạm đội do Đô đốc Trịnh Hòa, được gửi đến vì mục đích chính trị, có thể là để ủng hộ Inracha với tư cách là một quốc vương mới của Ayutthaya, và sau đó Ayutthaya sẽ trở thành phiên thuộc của Trung Quốc.

### Sukhothai
Vuơng quốc phía bắc Sukhothai đã bị hạ cấp làm chư hầu cho Ayutthaya trong khoảng thời gian dưới thời trị vì của Ram. Một tấm bia đá cổ khắc số hiệu Inscription 38 (tiếng Thái: จารึกหลักที่ ๓๘), được dựng vào khoảng năm 1397 - 1398, ghi chép một bộ luật hình sự mà Ayutthaya áp đặt lên Sukhothai, cho biết địa vị chư hầu của Sukhothai. Bia ký này là văn bản lập pháp duy nhất được biết đến được khắc trên đá có nguồn gốc từ một vương quốc Đông Nam Á và vẫn là một tài liệu có tầm quan trọng đặc biệt đối với việc nghiên cứu lịch sử pháp lý của khu vực.
Các tài liệu lịch sử Bắc Thái ghi rằng Vua Mahathammaracha III của Sukhothai đã đem quân đội của mình để hỗ trợ Lãnh chúa Yi Kum Kam (tiếng Thái: ยี่กุมกาม) chiếm lấy ngai vàng Lan Na từ tay Vua Sam Fang Kaen (tiếng Thái: สามฝั่งแกน). Sự kiện diễn ra vào năm 1402 hoặc 1403, theo Jinakālamālī. Sử gia Prasert na Nagara (tiếng Thái: ประเสริฐ ณ นคร)  bày tỏ quan điểm rằng điều này có nghĩa là Sukhothai đã độc lập khỏi Ayutthaya vào thời điểm đó.

## Bị lật đổ
Năm 1409 (tức năm 771 LE), Ram bị lật đổ khỏi ngai vàng Ayutthaya bởi tay người họ hàng, Inracha, Thành chủ Suphan Buri. Theo Biên niên sử Luang Prasoet, Inracha đã theo kế của một người tên là chao senabodi (tiếng Thái: เจ้าเสนาบดี) mà dàn dựng một cuộc đảo chính chống lại Ram. Ram đã xung đột với chao senabodi và ra lệnh bắt giữ ông ta. Senabodi bỏ chạy đến Patha Khu Cham (tiếng Thái: ปท่าคูจาม), yết kiến Inracha và thuyết phục ông này đưa quân từ Suphan Buri đến Ayutthaya và chiếm lấy ngai vàng. Inracha thành công đoạt ngôi, trở thành Vua Ayutthaya, và sau đó trục xuất phế vuơng Ram đến đất Patha Khu Cham. Ram vẫn sống ở đó đến khi qua đời, không rõ cụ thể thời gian nào.
Vì cách diễn giải theo nghĩa đen của thuật ngữ chao senabodi đưa ra nhiều kết quả khác nhau, nên nhà sử học Damrong Rajanubhab tin rằng nó ám chỉ một chỉ huy quân sự. Piyanat Bunnak (tiếng Thái: ปิยนาถ บุนนาค) thành viên của Hội hoàng gia Thái Lan đã bày tỏ quan điểm rằng chao senabodi ám chỉ chức quan tể tướng.
Trong các tài liệu được tạo ra dưới thời kỳ Rattanakosin, chao senabodi là cách gọi dành cho quan tể tướng phụ trách các vấn đề quân sự,, Chao Phraya Mahasenabodi (tiếng Thái: เจ้าพระยามหาเสนาบดี), mặc dù thực tế là chức danh đó chưa tồn tại vào thời của vua Ram.
Biên niên sử Minor Wars còn cho biết rằng Ram chỉ bị lưu đày vì Inracha không muốn giết chết họ hàng của mình.
Van Vliet đưa ra một thông tin hơi khác về cuộc đảo chính, nêu rằng sau khi Ram trị vì Ayutthaya được 3 năm, Inracha đã đưa quân từ Suphan Buri tiến vào Ayutthaya, chiếm được ngai vàng và giết chết Ram.
Biên niên sử Magadhi vàe Biên niên sử Hội Phật giáo cũng ghi rằng Inracha đã xử tử Ram.
Theo Lê Văn Quang, nguyên do mà Ramracha bị lật đổ có thể liên quan đến chính sách đối ngoại tồi tệ của ông đối với Hồi quốc Malacca.
Cuộc đảo chính này là một phần trong một loạt các cuộc xung đột giữa hai gia tộc là Uthong (mà Ram là thành viên) và Suphannaphum (mà Inracha đại diện). Hai gia tộc này đã tranh chấp với nhau từ lâu để giành ngai vàng Ayutthaya. Nhưng chiến thắng của Inracha trong dịp này sẽ cho phép nhà Suphannaphum tiếp tục nắm quyền ở Vương quốc Ayutthaya trong gần hai thế kỷ tiếp theo.

## Tổ tiên
| \| \| \| \| \| \| \| \| 4. Vua Uthong của Ayutthaya \| \| \| \| \| \| \| \| \| \| \| \| \| \| \| \| \| \| \| \| \| \| \| \| \| \| \| \| \| \| \| \| \| \| \| \| \| \| \| \| \| \| \| \| \| \| \| \| \| \| \| \| \| \| \| \| \| \| \| \| \| \| \| \| \| \| \| \| \| \| \| \| \| \| \| \| \| \| \| \| \| \| \| \| \| \| \| \| \| \| \| \| \| \| \| \| \| \| \| \| \| \| \| \| \| \| \| \| \| \| \| \| \| \| 2. Vua Ramesuan của Ayutthaya \| \| \| \| \| \| \| \| \| \| \| \| \| \| \| \| \| \| \| \| \| \| \| \| \| \| \| \| \| \| \| \| \| \| \| \| \| \| \| \| \| \| \| \| \| \| \| \| \| \| \| \| \| \| \| \| \| \| \| \| Tiên vương triều Uthong \| \| \| \| \| \| \| \| \| \| \| \| \| \| \| \| \| \| \| \| \| \| \| \| \| \| \| \| \| \| \| \| \| \| \| \| \| \| \| \| \| \| \| \| \| \| \| \| \| \| \| \| \| \| \| \| \| \| \| \| \| \| \| \| \| \| \| \| \| \| \| \| \| \| \| \| \| \| \| \| \| \| \| \| \| \| \| \| \| \| \| \| \| \| \| \| \| \| \| \| \| \| \| \| \| \| \| \| \| \| \| \| \| \| \| \| \| \| \| \| \| \| \| \| \| \| \| \| \| \| \| \| \| \| \| \| \| \| \| \| \| \| \| \| \| \| \| \| \| \| \| \| \| \| \| \| \| \| \| \| \| \| \| \| \| \| \| \| \| \| \| \| \| \| \| \| \| \| \| \| 1. Vua Ramrachathirat của Ayutthaya \| \| \| \| \| \| \| \| \| \| \| \| \| \| \| \| \| \| \| \| \| \| \| \| \| \| \| \| \| \| \| \| \| \| \| \| \| \| \| \| \| \| \| |                                     |  |  |  |  |  |                             |  |  |  |  |  |  |
| |                                     |  |  |  |  |  | 4. Vua Uthong của Ayutthaya |  |  |  |  |  |  |
| |                                     |  |  |  |  |  |                             |  |  |  |  |  |  |
| |                                     |  |  |  |  |  |                             |  |  |  |  |  |  |
| |                                     |  |  |  |  |  |                             |  |  |  |  |  |  |
| |                                     |  |  |  |  |  |                             |  |  |  |  |  |  |
| |                                     |  |  |  |  |  |                             |  |  |  |  |  |  |
| |                                     |  |  |  |  |  |                             |  |  |  |  |  |  |
| |                                     |  |  |  |  |  |                             |  |  |  |  |  |  |
| | 2. Vua Ramesuan của Ayutthaya       |  |  |  |  |  |                             |  |  |  |  |  |  |
| |                                     |  |  |  |  |  |                             |  |  |  |  |  |  |
| |                                     |  |  |  |  |  |                             |  |  |  |  |  |  |
| |                                     |  |  |  |  |  |                             |  |  |  |  |  |  |
| | Tiên vương triều Uthong             |  |  |  |  |  |                             |  |  |  |  |  |  |
| |                                     |  |  |  |  |  |                             |  |  |  |  |  |  |
| |                                     |  |  |  |  |  |                             |  |  |  |  |  |  |
| |                                     |  |  |  |  |  |                             |  |  |  |  |  |  |
| |                                     |  |  |  |  |  |                             |  |  |  |  |  |  |
| |                                     |  |  |  |  |  |                             |  |  |  |  |  |  |
| |                                     |  |  |  |  |  |                             |  |  |  |  |  |  |
| |                                     |  |  |  |  |  |                             |  |  |  |  |  |  |
| |                                     |  |  |  |  |  |                             |  |  |  |  |  |  |
| |                                     |  |  |  |  |  |                             |  |  |  |  |  |  |
| |                                     |  |  |  |  |  |                             |  |  |  |  |  |  |
| |                                     |  |  |  |  |  |                             |  |  |  |  |  |  |
| | 1. Vua Ramrachathirat của Ayutthaya |  |  |  |  |  |                             |  |  |  |  |  |  |
| |                                     |  |  |  |  |  |                             |  |  |  |  |  |  |
| |                                     |  |  |  |  |  |                             |  |  |  |  |  |  |